# Goràs
El goràs, besuc de fonera, besuc de la taca, besuc de l'ull gros, boga-ravell, calet de la piga, patxano, quelet, besuc de la piga o pitxell (Pagellus bogaraveo) és un peix teleosti de la família dels espàrids i de l'ordre dels perciformes.

## Morfologia
- Pot arribar a 70 cm de llargària total.
- El cos és ovalat i comprimit lateralment.
- El perfil cefàlic és convex.
- La boca és petita i els ulls són grossos.
- L'aleta dorsal es troba inserida dins un solc. Les pectorals són llargues. Les pèlviques tenen una espina dura i l'anal té tres espines fortes.
- El dors és gris rosat i els costats són platejats. Té una taca negra darrere el cap, absent en els joves. Les aletes són rosades.[6][7]

## Reproducció
La maduresa sexual arriba als 2 anys amb 15-20 cm. És hermafrodita proteràndric. Es reprodueix entre juny i setembre en el Mediterrani occidental.

## Alimentació
És un carnívor voraç de crustacis. També s'alimenta d'altres invertebrats i petits peixos.

## Hàbitat
Viu a fons rocallosos i fangosos entre els 40 i els 400 (a la Mediterrània) o 700 m (a l'Atlàntic). Els joves apareixen més a prop de la costa, a la plataforma, i els adults al talús.

## Distribució geogràfica
Es troba a les costes de l'Atlàntic oriental (des de Noruega i l'Estret de Gibraltar fins a Mauritània, Illa de Madeira i les Illes Canàries) i a la Mediterrània occidental (es torna rar més enllà de Sicília).

## Interès pesquer
Es pesca amb arts d'arrossegament, palangre i volantí a la fonera.